# La sceriffa
Pour plus de détails, voir Fiche technique et Distribution.
La sceriffa (littéralement : La Shérif) est un film parodique comique sorti en 1959, réalisé par Roberto Bianchi Montero.

## Synopsis
Dans un petit bourg du Far West, Rio Ciuccio, sévit une bande de brigands dirigés par Donovan. Le shérif, Mike Conway, meurt dans un échange de coups de feu avec Donovan. Sa place est prise par sa veuve, Carmela, originaire de Naples. De fait, elle se montre pleine de courage, douée au pistolet et dotée d'un certain bagout. Elle désarme la bande de malfaiteurs. Une fois l'ordre rétabli, Carmela s'en retourne en Italie.

## Fiche technique
- Titre original italien : La sceriffa
- Pays :  Italie
- Année de sortie : 1959
- Format d'image : noir et blanc
- Genre : comédie, film satirique, film parodique
- Réalisateur : Roberto Bianchi Montero
- Scénario : Mario Amendola, Ruggero Maccari
- Production : Guido Paolucci pour Betauno Film
- Distribution en Italie : Indipendenti Regionali
- Photographie : Sergio Pesce
- Montage : Ettore Salvi
- Effets spéciaux : Galliano e Ricci
- Musique : C. Louvre
- Décors : Ivo Battelli
- Costumes : Ivo Battelli
- Maquillage : Franco Titi

## Distribution
- Tina Pica : Carmela
- Ugo Tognazzi : Colorado Joe
- Tina De Mola : Dolly
- Livio Lorenzon : Jimmy Jess
- Tom Felleghy : Donovan
- Annie Alberti : Connie
- Carletto Sposito : Gen
- Tino Scotti : juge
- Alberto Sorrentino : Brutto Tempo
- Fanfulla : Ciccillo, adjoint du shérif
- Carlo Pisacane : Nick
- Anita Todesco : Nuvola Rosa
- Benito Stefanelli : Fulton
- Leonardo Severini : père de Connie
- Stelio Candelli : un bandit avec Jimmy
- Nino Musco : Spot, barman
- Paolo Gozlino : Vento della prateria
- Bruno Carotenuto : Tom Stright
- Philip Kay : un pistolero
- Rhea Capparelli : Lizzie
- Elio Crovetto : l'ivrogne du saloon (non crédité)